# III Congresso dei Fasci italiani di combattimento
Il III Congresso dei Fasci italiani di combattimento si tenne a Roma dal 7 al 10 novembre 1921, fu il congresso che sancì la costituzione del Partito Nazionale Fascista.

## Storia

Tito Zaniboni (PSI) e Giacomo Acerbo (FC), i firmatari del "patto di pacificazione" nel 1921.

Alle elezioni politiche del maggio 1921 due deputati furono eletti in liste dei Fasci italiani di combattimento mentre 35 esponenti fascisti furono eletti nelle liste dei Blocchi Nazionali, tra cui lo stesso Mussolini.

### Il congresso
Il congresso ebbe luogo in seguito agli attriti venutisi a creare in seno al movimento dei Fasci di combattimento e dovuti alla contestazione da parte di componenti di singoli Fasci per la distensione con i socialisti e i popolari grazie al Patto di pacificazione stipulato da Mussolini il 3 agosto 1921. 
Il Patto, al quale si era addivenuti con la mediazione del presidente della Camera Enrico De Nicola, venne tuttavia applicato in maniera non uniforme e non arginò in maniera significativa le violenze; la sua effettiva applicazione dipendeva infatti dalla volontà dei ras locali di attenervisi e comunque escludeva i comunisti. La pacificazione nondimeno risultava poco gradita ai fascisti più intransigenti che continuavano a riconoscersi nello squadrismo e nei loro capi (i cosiddetti ras). Questi ultimi mal sopportavano il tentativo di Mussolini di accreditarsi quale elemento moderato e di inserire il movimento fascista nel gioco politico "ufficiale". Una delle voci principali del dissenso interno degli intransigenti era rappresentata da Dino Grandi. 
Il 27 agosto 1921 il Consiglio nazionale dei fasci respinse le dimissioni di Mussolini, insieme a quelle di Roberto Farinacci e di Piero Marsich.
Il congresso si aprì il 7 novembre, con i delegati dei 312 000 iscritti, al teatro Augusteo di Roma, presieduto da Ulisse Igliori. Qui avvenne la riappacificazione tra Mussolini e i ras provinciali delle squadre. 

### La costituzione del Partito Nazionale Fascista
L'8 novembre 1921 fu deciso lo scioglimento del movimento e l'indomani sera, dopo il discorso di Mussolini, fu approvata dal congresso la costituzione del Partito Nazionale Fascista, mentre il primo Consiglio nazionale avrebbe redatto il programma e lo "Statuto generale". La denominazione rimase ad indicare le strutture territoriali locali del nuovo partito, tra cui le Federazioni dei Fasci di Combattimento a livello provinciale. La mattina del 10 fu eletta una commissione esecutiva formata da Grandi, Bianchi, Bolzon, Marsich, Dudan, Sansanelli, Rocca, Postiglione, Salsa-Bini e il congresso si concluse in serata.
Michele Bianchi fu poi eletto segretario della neocostituita organizzazione. Il 15 novembre il Consiglio nazionale del PNF denunciò il "patto di pacificazione".